# Cucurbita argyrosperma
Cucurbita mixta redirige aquí. Si éste no es el grupo de cultivos que estaba buscando quizás deba buscar en Calabazas, calabacines, zapallos, zapallitos y nombres afines
Cucurbita argyrosperma (en una época conocida como Cucurbita mixta) es el nombre científico de una especie de plantas cucurbitáceas originaria de Mesoamérica en donde se conoce como pipián. Al ser indistinguible de otras cucurbitáceas, en otras regiones del continente americano se le denomina con el nombre de cucurbitáceas locales, siendo zapallo (C. maxima) y auyama (C. moschata) los más comunes. En España se utiliza la palabra de origen árabe calabaza. Las variedades más conocidas de esta especie probablemente sean las llamadas «pipián», para consumir sus semillas molidas (México) o su fruto inmaduro como verdura de estación (América Central), y el estadounidense cushaw, para consumir su pulpa. Es la menos difundida fuera de América de las especies cultivadas. 
En su región de origen en México y América Central posee variedades y poblaciones silvestres y asilvestradas (que a veces pueden encontrarse bajo su anterior nombre de especie: Cucurbita sororia, Cucurbita palmeri, Cucurbita kellyana) de las que incluso desde varios kilómetros puede llegar el polen a las variedades cultivadas de su propia especie haciendo que sus semillas se desarrollen como plantas de fruto amargo y no comestible. Todavía conserva una posibilidad de obtener un porcentaje muy bajo de híbridos, quizás en ambas direcciones, con su especie hermana, Cucurbita moschata; no híbrida con las demás especies. Se cuenta con el genoma secuenciado de esta especie.

## Descripción
Biología, diferenciación de las demás especies y cultivo en Cucurbita pepo, C. maxima, C. moschata, C. argyrosperma.

## Taxonomía
El nombre correcto de la especie es el nombre binomial asignado en su momento a una variedad de la misma, Cucurbita argyrosperma Huber. El epíteto significa "de semillas plateadas" en referencia a un carácter distintivo de esa variedad.
El concepto taxonómico de un linaje aislado reproductivamente de las demás curcubitáceas de C. pepo, C. maxima y C. moschata, no apareció sino hasta 1930 cuando Pangalo demostró sus bajas posibilidades de hibridar especialmente con Cucurbita moschata, en la que solían ser incluidas sus variedades cultivadas, y acuñó el nombre Cucurbita mixta para esa circunscripción. Por un tiempo la circunscripción de Pangalo fue llamada de esa manera, hasta que se descubrió un nombre anterior con el primer tipo nombrado incluido en ella y se cambió el nombre al nombre correcto.
Estudios posteriores han dado como resultado que el concepto de C. argyrosperma como comunidad reproductiva poseía una mayor diversidad de la que se creía, en la que se incluían varias poblaciones silvestres que hibridaban libremente con las cultivadas, lo que obligaba a redefinir los límites taxonómicos (circunscripción) de la especie, y generó propuestas de dividirla en forma subespecífica. Merrick y Bates (1989) la han tratado como un complejo taxonómico constituido por dos subespecies, la "cultivada" comprende todos los tipos cultivados (cultígenos) y las poblaciones espontáneas derivadas de éstos, la "silvestre" es considerada el ancestro silvestre del grupo. Quedaron incluidas las nombradas Cucurbita palmeri, Cucurbita kellyana, Cucurbita sororia, las dos últimas en la "subespecie silvestre" y la primera en la variedad "espontánea" de la subespecie "cultivada".
Las poblaciones silvestres en la subespecie:
- Cucurbita argyrosperma Huber subsp. sororia (L.H. Bailey) Merrick and Bates. Presente en México en los estados de Chiapas, Colima, Guerrero, Jalisco, Michoacán, Morelos, Nayarit, Oaxaca, Sinaloa, Sonora, Tamaulipas, Veracruz, y en América Central.[16]

- Cucurbita argyrosperma subsp. argyrosperma es la subespecie domesticada. Las variedades cultivadas de la subespecie domesticada poseen una gran variación en los caracteres de su fruto, lo cual ha resultado en numerosos intentos de clasificación infraespecífica, que en general no han ganado aceptación debido a que no reflejan relaciones genéticas o no consideran la variación mundial en los caracteres (Paris y Maynard 2008[17]). Una clasificación infraespecífica relativamente reciente que está ganando aceptación[17] de las variedades domesticadas agrupadas en C. argyrosperma subsp. argyrosperma la divide en tres variedades botánicas, sobre la base de los caracteres del fruto, pendúnculo y semillas (Merrick 1990[18]):
  - Cucurbita argyrosperma var. argyrosperma
  - Cucurbita argyrosperma var. stenosperma
  - Cucurbita argyrosperma var. callicarpa
  - Cucurbita argyrosperma var. palmeri (=Cucurbita palmeri L.H. Bailey 1943). Poblaciones espontáneas al noroeste de México ([15] como citado en[1]:3).

Posteriormente Lira Saade (1995) consideró que no había motivos suficientes para circunscribir una variedad "espontánea" en la subespecie "cultivada" y ubicó a Cucurbita palmeri en la subespecie "silvestre". El autor tampoco vio necesidad de subdividir la subespecie "cultivada" en variedades, consideró que los caracteres no se daban en patrones que las diferenciaran claramente.
La clasificación en variedades cultivadas fue superpuesta a una clasificación de cultivares en grupos de cultivares (cuyo concepto taxonómico es la misma circunscripción, regido por el Código de Plantas Cultivadas, todos los caracteres de la circunscripción deben estar presentes en cada planta del grupo), con la misma circunscripción que las variedades nombradas bajo el Código de Botánica, por Jeffrey (2001) en la Enciclopedia Mansfeld, llamados:
- Cucurbita argyrosperma subsp. argyrosperma Grupo Silverseed (= semilla plateada)
- Cucurbita argyrosperma subsp. argyrosperma Grupo Stenosperma
- Cucurbita argyrosperma subsp. argyrosperma Grupo Callicarpa

Los primeros dos grupos se cultivan principalmente para el consumo de las semillas, el último se cultiva principalmente para el consumo de su pulpa madura (Paris y Maynard 2008). Muchos cultivares de este grupo son llamados "cushaw" ("zapallo de cuello largo y curvo"), pero también se llaman así algunos cultivares de C. moschata con un cuello de esas características, Jeffrey (2001) recomienda evitar utilizar "cushaw" para C. moschata ya que el nombre se asocia más comúnmente a C. argyrosperma.
Ver variedades y otros problemas de nomenclatura en Calabazas, calabacines, zapallos, zapallitos y nombres afines.

## Origen y distribución
Estudios recientes con marcadores genómicos sugieren que C. argyrosperma fue domesticada a partir de una población ancestral de la subespecie sororia en el estado de Jalisco. Dicho evento de domesticación fue acompañado por presiones de selección asociadas al desarrollo de la semilla, la germinación y a la pérdida de los mecanismos de defensa de la planta.
Lira Saade (1995): "Los restos arqueológicos de C. argyrosperma han sido encontrados desde el suroeste de los Estados Unidos hasta el centro-sur de México y sugieren que la domesticación de esta especie debió llevarse a cabo en esta última región hace más de 7000 años (Tabla 2). Los rasgos morfológicos de dichos restos corresponden a las variedades definidas por Merrick y Bates (1989) que aún se cultivan en las proximidades de los sitios de donde fueron recuperados (var. argyrosperma en Tamaulipas; var. stenosperma en el Valle de Tehuacán; var. callicarpa en el suroeste de Estados Unidos y noroeste de México). Sin embargo, existe una excepción en el Valle de Tehuacán, en donde se han encontrado semillas "tipo taos" (de color pardo obscuro), las cuales son producidas por formas perteneciente a la variedad callicarpa que actualmente sólo se cultiva en los estados del noroeste de México.". 
"De acuerdo con todos estos datos, Merrick (1990) ha propuesto dos hipótesis para explicar el origen y evolución de la variación existente en las formas cultivadas de 'C. argyrosperma. La primera de ellas sugiere que cada una de las variedades cultivadas fue domesticada de manera independiente a partir de poblaciones de la subespecie sororia, mientras que la otra propone a la variedad argyrosperma como la primera en haberse seleccionado y que de ella se derivaron las dos restantes variedades cultivadas. La segunda de estas hipótesis es la que esta autora sostiene en sus trabajos, apoyándola en una serie de tendencias observadas en la variación morfológica de los frutos y semillas encontrados en algunas áreas en las que coexisten cuando menos dos de las variedades cultivadas."
"Se han reportado híbridos entre plantas del grupo argyrosperma para el estado de Jalisco por Decker (1986) [y] entre la ssp. sororia y C. moschata para el estado de Chiapas por Lira 1991a, Wilson 1990".
En la circunscripción de Merrick y Bates (1989), la var. palmeri comprende las poblaciones espontáneas del noroeste de México, la subsp. sororia comprende las poblaciones silvestres distribuidas desde México hasta Centroamérica.
"Dentro de su área de distribución nativa (suroeste de Estados Unidos hasta Centroamérica) la subespecie argyrosperma es cultivada en un intervalo altitudinal relativamente amplio que abarca desde casi el nivel del mar hasta los 1800-1900 m, generalmente en zonas de climas cálidos y algo secos o con una estación de lluvias bien delimitada. Este cultivo no es tolerante a temperaturas muy bajas lo cual limita su manejo al intervalo altitudinal antes mencionado. La distribución ecogeográfica de la subespecie sororia por su parte, comprende desde México hasta Centroamérica, siempre dentro de un intervalo altitudinal y en zonas con condiciones climáticas muy similares a las descritas para su contraparte cultivada. La simple comparación de la distribución ecogeográfica de las dos subespecies, sugiere que durante largos periodos de tiempo han existido numerosos sitios en los que pueden coexistir y en consecuencia que ha habido amplias posibilidades de entrecruzamientos entre ellas."
De las variedades, la primera (de la que se conoce el cultivar 'Silverseed') se cultiva sobre todo por su semilla, y se produce en el norte mexicano y Florida; la segunda se cultiva en Guatemala por la pulpa del fruto, mientras que la última (en la que se encuentran cultivares como 'Green Striped Cushaw') se cultiva en Estados Unidos  y Japón por sus frutos. Variedades similares a esta última, pero incertae sedis, se cultivan en Perú y Argentina. En el Viejo Mundo su presencia es mínima.[cita requerida]

## Galería

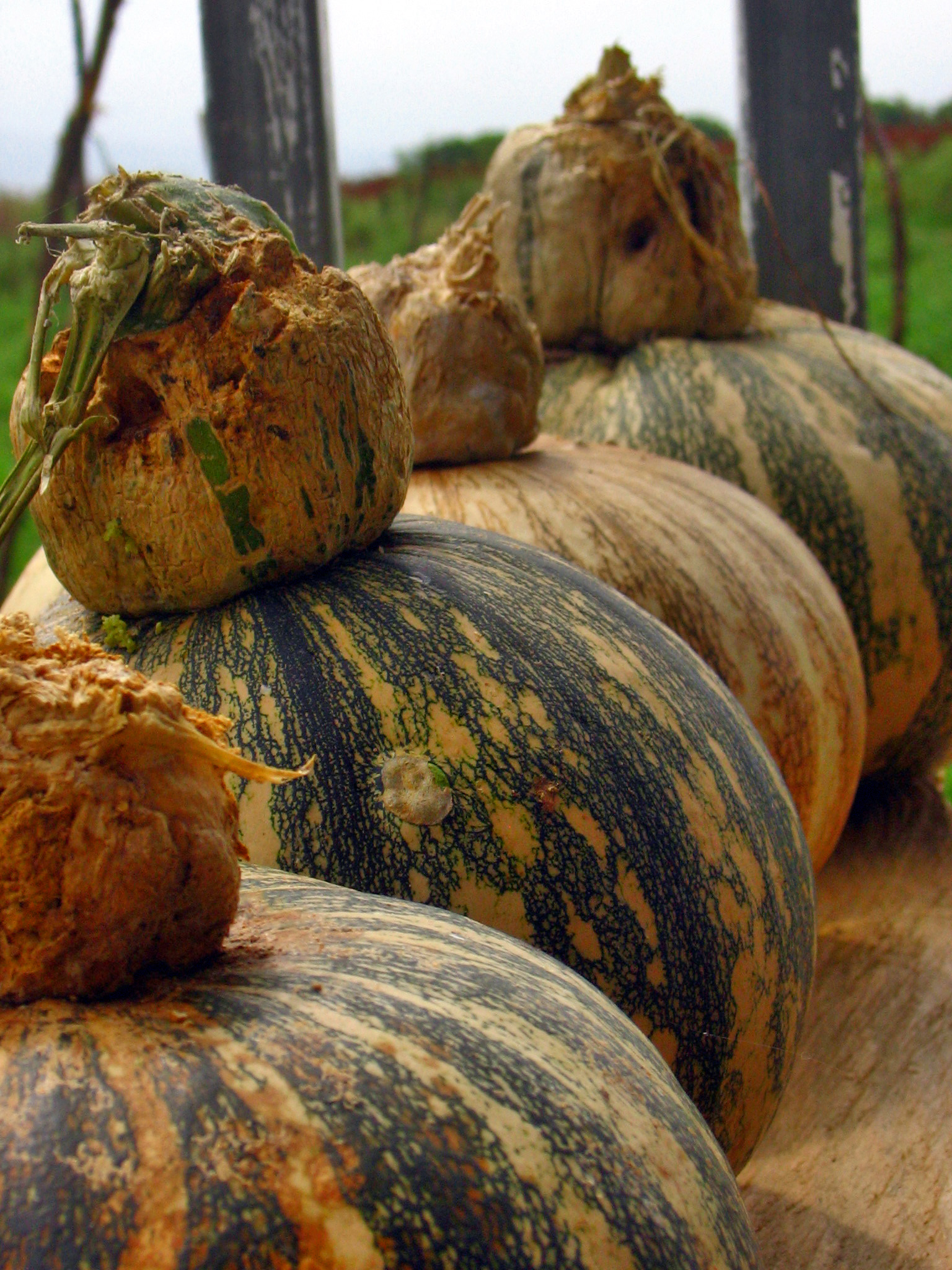
Pipián.
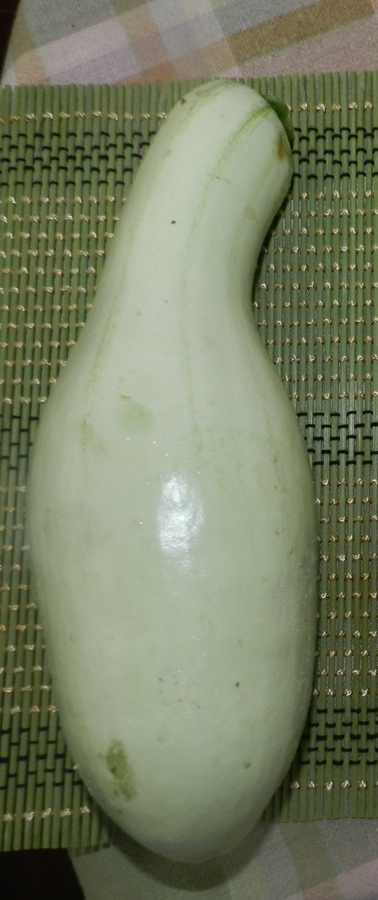
Pipián fresco (inmaduro) en El Crucero, Managua, Nicaragua.
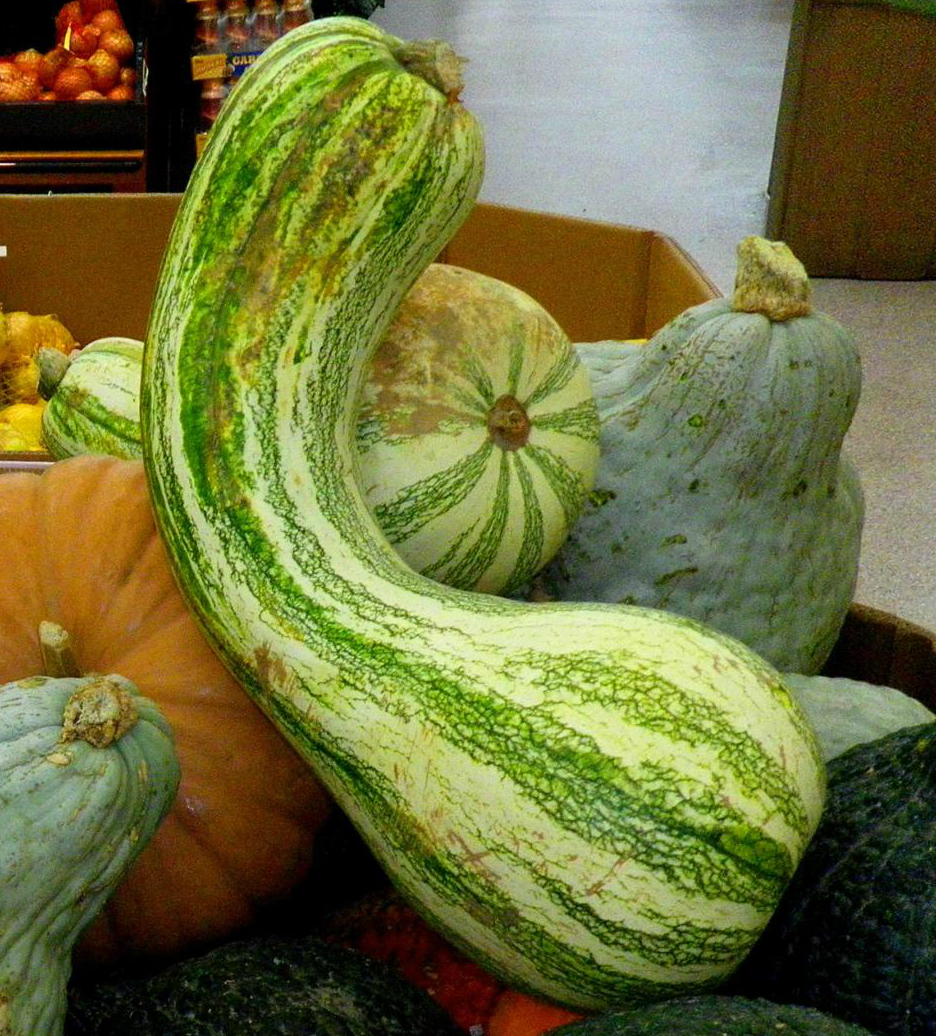
Un ejemplar muy típico del cultivar Cucurbita argyrosperma 'Green Striped Cushaw', en un Walmart de Estados Unidos, cosechado maduro para pulpa.
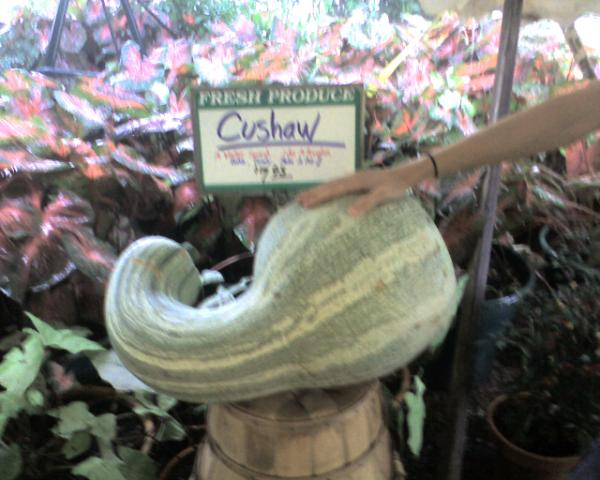
Cultivar de "pipián" de tamaño muy grande.
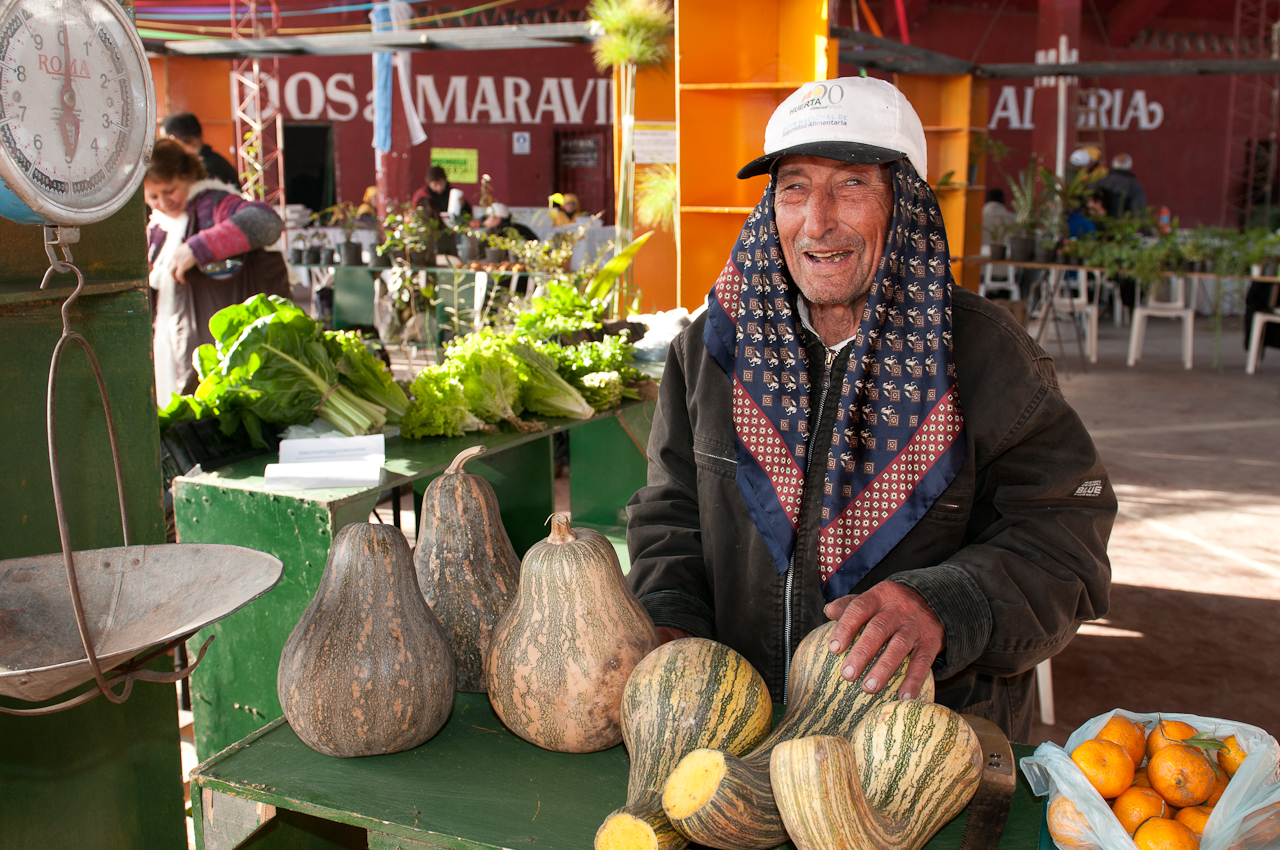
A la derecha, Cucurbita argyrosperma "pipián rayado" o "pipián cordobés" en venta en una feria en Tucumán, Argentina.
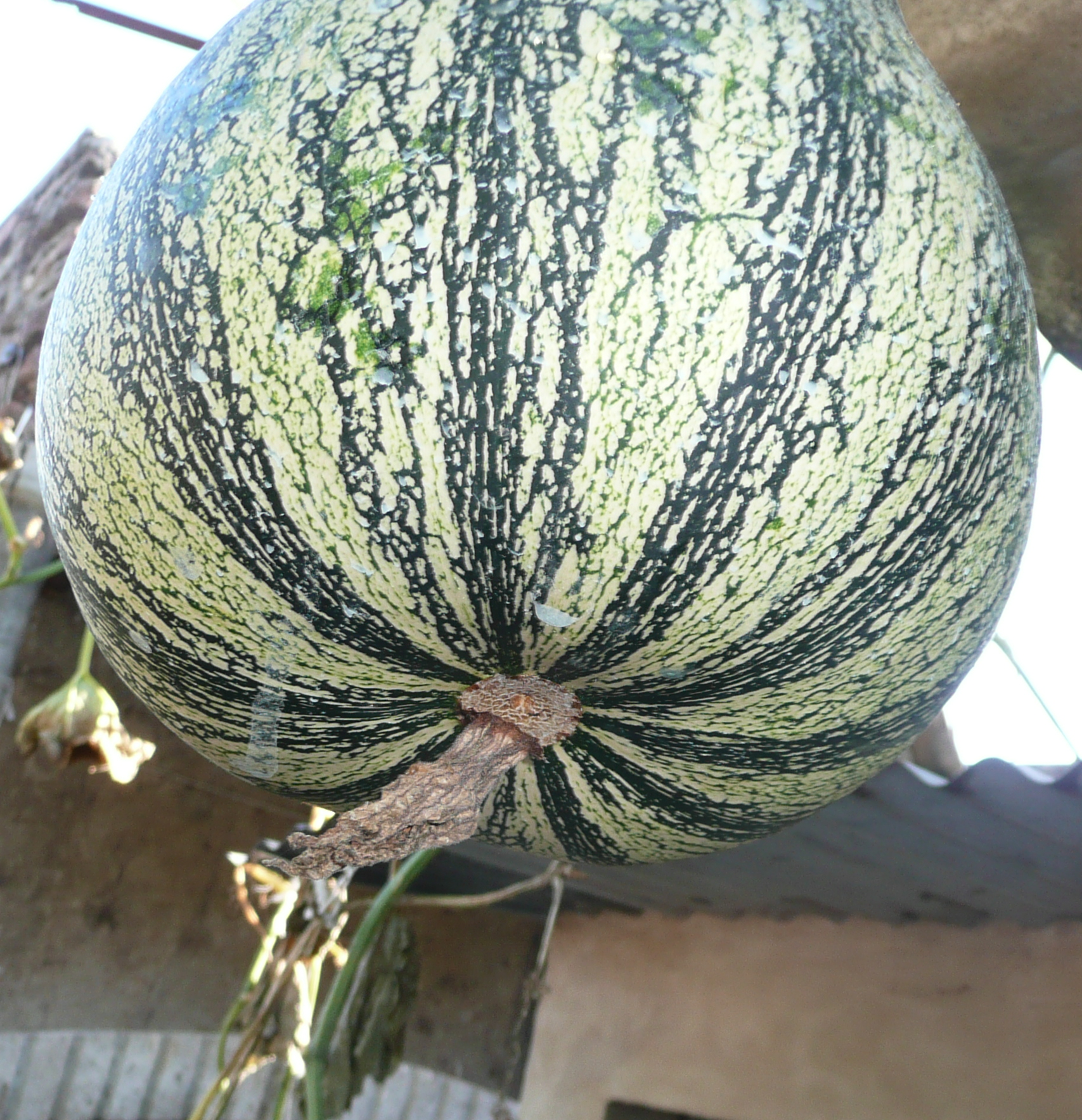
Cicatriz del hipanto.
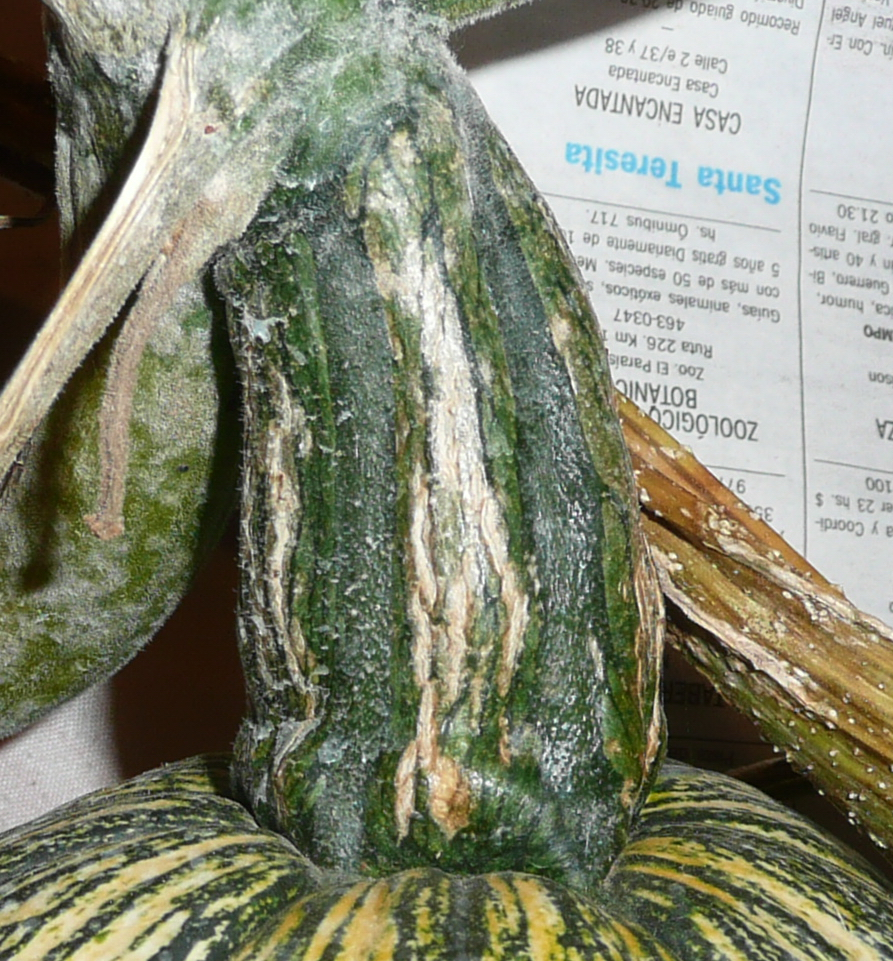
Pedúnculo madurando.

## Agroecología y cultivo
Como es general en cucurbitáceas se desarrolla mejor a 25-30 °C y muere con las heladas, junto con C. moschata poseen los cultivares más tolerantes a las temperaturas más altas, mientras que C. maxima y C. pepo son las que poseen los cultivares más tolerantes a las temperaturas más bajas. El resto como en las demás especies, en Cucurbita pepo, C. maxima, C. moschata, C. argyrosperma.
En general se cultiva en zonas cálidas, relativamente secas o con estación lluviosa claramente delimitada; se da hasta los 1800 m s. n. m., pero tolera mal las bajas temperaturas.

## Citas
1. 1 2  Connolly (2010[7]): "Cucurbita moschata Duchesne and C. argyrosperma Huber are closely related squash species and are known to be partially interfertile. These species commonly produce viable hybrid seed when C. argyrosperma is the maternal parent. This cross has been manually made via hand pollination by several researchers (Merrick 1990,[8] Merrick 1991,[4] Whitaker & Bemis 1964,[9] Whitaker & Davis 1962[10]). A natural pollination experiment also showed that C. argyrosperma could set a high percent of fruit and viable seed in a field with only C. moschata as a pollen source (Wessel-Beaver 2000b[11]). Gene flow between the species has also been demostrated using isozyme and DNA techniques (Cuevas-Marrero and Wessel-Beaver 2008,[6] Decker-Walters et al. 1990,[8] Montes-Hernández & Eguiarte 2002[12]). Viable seed production with C. moschata as a maternal parent has very rarely been produced using tropical C. moschata germplasm (Wessel-Beaver pers comm.). It is thought that the majority of C. moschata cytoplasm is incompatible with C. argyrosperma nuclear genes (Wessel-Beaver et al. 2004[5]) Embryo rescue techniques have also been used to produce viable F1 hybrids with C. moschata as the maternal parent (Sisko et al. 2003[13]). Here reported is the apparently easy production of viable seed by a temperate C. moschata variety when pollinated by C. argyrosperma". En el cuerpo del trabajo menciona que se trata de los cultivares C. moschata 'Butterbush' y C. argyrosperma 'Green Striped Cushaw' sembradas en el invernadero libre de polinizadores del University of Connecticut Ecology and Evolutionary Biology department, en el 2008.
2. ↑  HS Paris y DN Maynard (2008) Cucurbita en J Janick y RE Paull (2008[17]) The Encyclopedia of Fruit and Nuts: "Squash and pumpkins, like other cucurbits, grow most quickly in warm temperatures (25-30ºC) and are killed by frost. Warm temperatures promote growth and are especially beneficial for germination and development of seedlings. C. pepo and C. maxima pumpkins and squash are more tolerant to cooler temperatures than C. argyrosperma and C. moschata. Intense light is essential for good fruit production."